# Лоуренс, Альберт
Альберт Лоуренс (англ. Albert «Al» Lawrence; род. 26 апреля 1961) — ямайский легкоатлет, спринтер. Серебряный призер летних Олимпийских игр.

## Биография
На летних Олимпийских играх 1980 года в Москве (СССР) и 1984 года в Лос-Анджелесе (США) участвовал в эстафетах 4×100 метров.